# Silvin von Toulouse

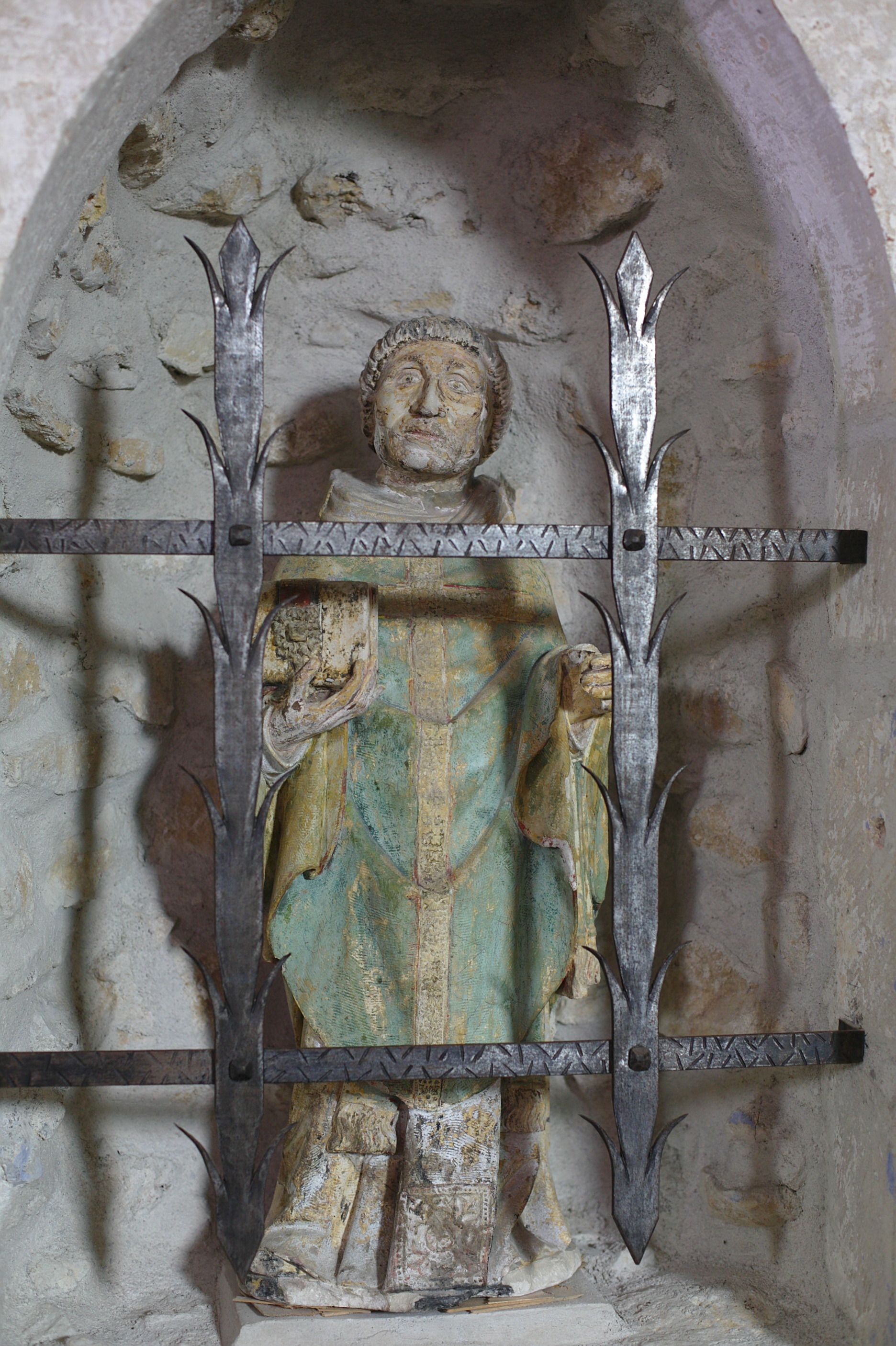
Saint-Sylvain in der Kirche von Mazerolles

Silvin von Toulouse oder Silvinus von Thérouanne (französisch: Saint-Sylvain; * um 650 bei Toulouse; † 717 in Auchy-lès-Hesdin) ist ein hauptsächlich im Norden und Westen Frankreichs verehrter Heiliger der Römisch-katholischen Kirche. 

## Überlieferung
Silvin wurde um das Jahr 650 bei Toulouse geboren; er verbrachte einen Teil seiner Kindheits- und Jugendjahre am Hof der Merowingerkönige Childerich II. (reg. 662–675) und Theuderich III. (reg. 675–691). Zu einem nicht geklärten Zeitpunkt verließ er den Hof Theuderichs und begann ein unstetes Leben als Einsiedler, Pilger und Prediger. Nach der Rückkehr von einer Pilgerreise nach Rom wurde er zum Bischof geweiht. Er gilt als Missionar des Artois und anderer Regionen im Norden Frankreichs; gemäß der Überlieferung starb er am 17. Februar 717 in Auchy-lès-Hesdin.

## Verehrung
Seine Grabstätte befindet sich in der Abtei von Auchy. Sein Gedenktag ist der 17. Februar. Mehrere Kirchen und Orte sind nach ihm benannt (z. B. Saint-Sylvain-d’Anjou oder Saint-Sylvain (Calvados)). Der männliche Vorname Sylvain ist in Frankreich, Belgien und Québec durchaus geläufig.

## Darstellung
Silvin oder Sylvain wird als Bischof dargestellt und ist insofern leicht mit dem hauptsächlich in der Ostkirche verehrten Silvanus von Gaza oder mit anderen ‚Bischöfen‘ desselben Namens (z. B. Silvanus von Korinth oder Silvanus von Thessaloniki) zu verwechseln.